# Le Petit Rouennais
Le Petit Rouennais est un ancien journal quotidien régional de la presse écrite française, dont le siège se trouvait à Rouen (Seine-Maritime).

## Historique
Ce journal, « organe politique populaire », qui voit le jour le 1er mars 1878, est fondé par Lucien Dautresme, Richard Waddington et Charles Besselièvre. Lucien Dautresme en restera le directeur politique jusqu'en 1887.
Le 30 juin 1903, dans un article intitulé « Mes adieux aux lecteurs du Petit Rouennais », D. Dautresme père annonce qu'« à partir de demain Le Petit Rouennais cessera de m'appartenir et deviendra la propriété d'un groupe de républicains de la région ». Il est remplacé le lendemain par une nouvelle publication, La Dépêche de Rouen et de Normandie. Il reparaitra de façon irrégulière de 1932 jusqu'en 1940.